# Karl Heun
Karl Wilhelm Ludwig Max Heun [kárl héun], nemški matematik, * 3. april 1859, Wiesbaden, † 10. januar 1929, Karlsruhe.
Heun je najbolj znan po svojem delu na področju teorije diferencialnih enačb, specialnih funkcij in numeričnih metod. Vpeljal je Heunovo enačbo, katere rešitve so Heunove funkcije, in Heunovo metodo za numerično reševanje navadnih diferencialnih enačb in problemov začetnih vrednosti.

## Življenje
Leta 1878 je po končanem šolanju na realni gimnaziji v Wiesbadnu začel študirati matematiko in filozofijo na Univerzi v Göttingenu. Od aprila do oktobra 1880 je nadaljeval študij matematike na Univerzi v Halleju pod vodstvom Eduarda Heineja.
Po tem se je vrnil v Göttingen in leta 1881 dotoriral na tamkajšnji univerzi z disertacijo Sferne funkcije in Laméjeve funkcije kot determinante (Die Kugelfunktionen und Laméschen Funktionen als Determinanten) pod Scheringovim mentorstvom. Nato je delal kot profesor na kmetijski visoki šoli v Wehlauu v Vzhodni Prusiji (sedaj podeželska vas Znamensk, Kaliningrajska oblast). Leta 1883 je emigriral v Anglijo kjer je učil do leta 1885 na javni šoli v Uppinghamu.
Svoj študij je zaključil v Londonu in se junija 1886 habilitiral z disertacijo O linearnih diferencialnih enačbah drugega reda, katerih rešitve povezuje algoritem verižnega ulomka (Über lineare Differentialgleichungen zweiter Ordnung, deren Lösungen durch den Kettenbruchalgorithmus verknüpft sind). Od leta 1886 do 1889 je kot privatni docent poučeval matematiko na Univerzi v Münchnu, zaradi finančnih finančnih razmer pa je moral od leta 1890 do 1902 spet delati kot višji učitelj na 1. realki v Berlinu.
V letu 1900 je prejel naziv rednega profesorja. Leta 1902 je na pobudo Felixa Kleina postal profesor in predstojnik oddelka za tehniško mehanike na tedanji Tehniški visoki šoli v Karlsruheju, kjer je delal do upokojitve leta 1922.
Eden njegovih asistentov v Karlsruheju je bil Georg Hamel, ki je tam leta 1903 habilitiral.

## Znanstveno delo
Heunova enačba je linearna navadna diferencialna enačba drugega reda Fuchsovega tipa s štirimi singularnimi točkami {\displaystyle z=0,1,a\!\,} in {\displaystyle \infty \!\,} oblike:
{\displaystyle {\frac {\operatorname {d} ^{2}w}{\operatorname {d} z^{2}}}+\left[{\frac {\gamma }{z}}+{\frac {\delta }{z-1}}+{\frac {\epsilon }{z-a}}\right]{\frac {\operatorname {d} w}{\operatorname {d} z}}+{\frac {\alpha \beta z-q}{z(z-1)(z-a)}}w=0\!\,,}
kje je {\displaystyle \alpha +\beta -\gamma -\delta -\varepsilon +1=0\!\,} in {\displaystyle q\!\,} pomožni parameter. Rešitve te enačbe so Heunove funkcije. Heunova diferencialna enačba je posplošitev hipergeometrične diferencialne enačbe, ki ima tri singularne točke. Heunove funkcije so pomembne na primer na področju matematične fizike in astrofizike (integrabilni sistemi, termodinamika črnih lukenj, raziskovanje gravitacijskega valovanja). Zaradi njihove široke uporabe v fiziki se pričakuje, da bodo Heunove funkcije nasledile hipergeometrične funkcije v fizikalnih problemih.